# Cane Grove
Cane Grove är en ort i regionen Demerara-Mahaica i nordöstra Guyana. Orten hade 2 422 invånare vid folkräkningen 2012. Den är belägen längs floden Mahaica, cirka 34 kilometer sydost om Georgetown.